# Мелвин (Илиноис)
Мелвин (енгл. Melvin) град је у америчкој савезној држави Илиноис.

## Демографија
По попису из 2010. године број становника је 452, што је 13 (-2,8%) становника мање него 2000. године.
| Група             | 2000.       | 2010.       |
| Белци             | 455 (97,8%) | 434 (96,0%) |
| Афроамериканци    | 0 (0,0%)    | 4 (0,9%)    |
| Азијати           | 0 (0,0%)    | 1 (0,2%)    |
| Хиспаноамериканци | 8 (1,7%)    | 13 (2,9%)   |
| Укупно            | 465         | 452         |